# Cisai-Saint-Aubin
Cisai-Saint-Aubin é uma comuna francesa na região administrativa da Normandia, no departamento Orne. Estende-se por uma área de 14,58 km². Em 2010 a comuna tinha 164 habitantes (densidade: 11,2 hab./km²).